# Swanhilda (żona Karola Młota)
Swanhilda (także Swanachilda) – druga żona Karola Młota (według niektórych źródeł tylko konkubina), którą zdobył podczas pierwszej kampanii do Bawarii w 725. Razem z nią do niewoli trafiła Biltruda, żona jej stryja Grimoalda, księcia Bawarii. Swanhilda należała do rodu Agilolfingów, ale nie jest pewne czyją była córką. Jej rodzicami mogli być:
- Tassilo II – książę Bawarii i jego żona Imma
- Teodbert – książę Bawarii i jego żona Regintruda

Z Karolem Młotem miała tylko jedno dziecko syna Griffo. Po śmierci Karola wsparła swojego syna w buncie przeciwko Pepinowi. Po jego klęsce została mniszką, a następnie ksienią w Chelles.